# Rio Juruá-Mirim
Le rio Juruá-Mirim est un cours d'eau brésilien qui baigne l'État d'Acre. C'est un affluent de la rive gauche du rio Juruá, donc un sous-affluent de l'Amazone. 

## Géographie
Il prend sa source dans la Serra do Divisor (ou de Contamana), près de la frontière avec le Pérou. Il arrose la municipalité de Rodrigues Alves. 